# Yvonne Serruys
Pour les articles homonymes, voir Serruys.
Yvonne Serruys, née à Menin le 26 mars 1873 et morte à Paris 4e le 1er mai 1953, est une sculptrice et artiste peintre française d'origine belge.

## Biographie
Née à Menin en Flandre (Belgique) dans une famille francophone fortunée, Yvonne Serruys étudie la peinture et le dessin avec Émile Claus. De 1892 à 1894, elle fait des études à Bruxelles dans l'atelier du peintre Georges Lemmen, membre des XX, puis reprend ses études avec Claus.
Après avoir réalisé un voyage en Italie puis en Grèce, elle présente ses peintures à Paris lors du Salon des artistes français de 1898. C'est à ce moment qu'elle décide de se consacrer à la sculpture, un choix qui l'amène à revenir à Bruxelles, étudier auprès du sculpteur Égide Rombaux. En 1904, elle retourne à Paris, où elle installe son atelier. Son œuvre représente 250 statues, ainsi que plus de 300 pièces en verre. Elle a honoré plusieurs contrats publics, dont un monument en l'honneur de son professeur Émile Claus à Gand, un autre pour Paul Cambon à Tunis, et un mémorial de guerre dans sa ville natale. Les nus forment la majeure partie de son œuvre, mais Yvonne Serruys a également produit quelques œuvres religieuses.
Membre active du Salon des artistes français, elle y rencontre celui qui deviendra son mari, Pierre Mille. Leur mariage a lieu à Menin en 1909. Ils organisent par la suite leurs propres galeries d'arts, pendant plusieurs années. Elle est nommée rosati d'honneur. En reconnaissance de son travail, Yvonne Serruys reçoit la Légion d'honneur en 1920, et est nommée officier de l'ordre de Léopold en 1934. Dans les années 1930, ses œuvres sont exposées au Salon de la Société des Femmes Artistes Modernes (FAM), créée en 1931 par Marie-Anne Camax-Zoegger. Elle est présente sur la liste des artistes de l'exposition de 1935 à la Galerie Bernheim-Jeune.
Yvonne Serruys meurt à Paris le 1er mai 1953. Elle est inhumée au cimetière de Sceaux (Hauts-de-Seine). Elle lègue nombre de ses œuvres à sa ville natale de Menin, où elles sont conservées dans le musée local, le 't Schippershof (nl).

## Œuvres dans les collections publiques

### En France
- Ciboure, villa Leïhorra : Statue d'une cigogne, 1925[4] ;
- Lille, jardin Vauban : Monument à Albert Samain, inauguré le 4 octobre 1931 (architecte, Jacques Alleman) ;
- Nantes, musée des beaux-arts : Candeur, 1925, buste en bronze[5].
- Paris, rue Louis-Blanc : Faune aux enfants, 1911.

### En Belgique
- Gand, Citadelpark : Monument à Émile Claus, 1926.
- Menin :
  - La Tentation, 1926, haut-relief en pierre.
  - Monument aux morts, 1921, haut-relief en pierre.
  - jardin de l'OCMW : La Douleur, statue en pierre.
  - 't Schippershof (nl) : Femme priant, huile sur toile.

Œuvres d'Yvonne Serruys
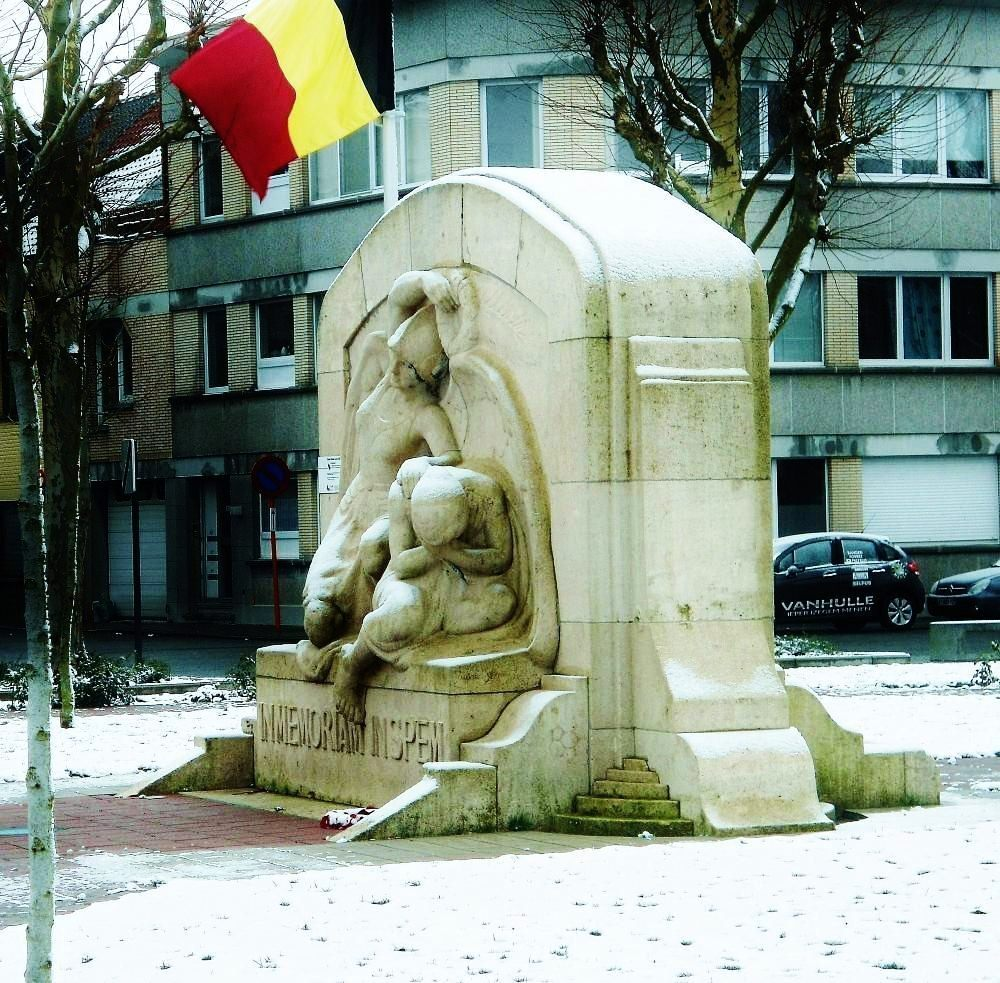
Monument aux morts (1921), Menin.
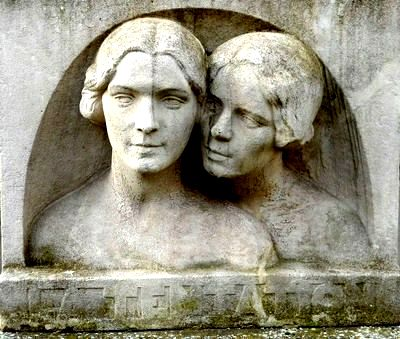
La Tentation (1926), Menin.
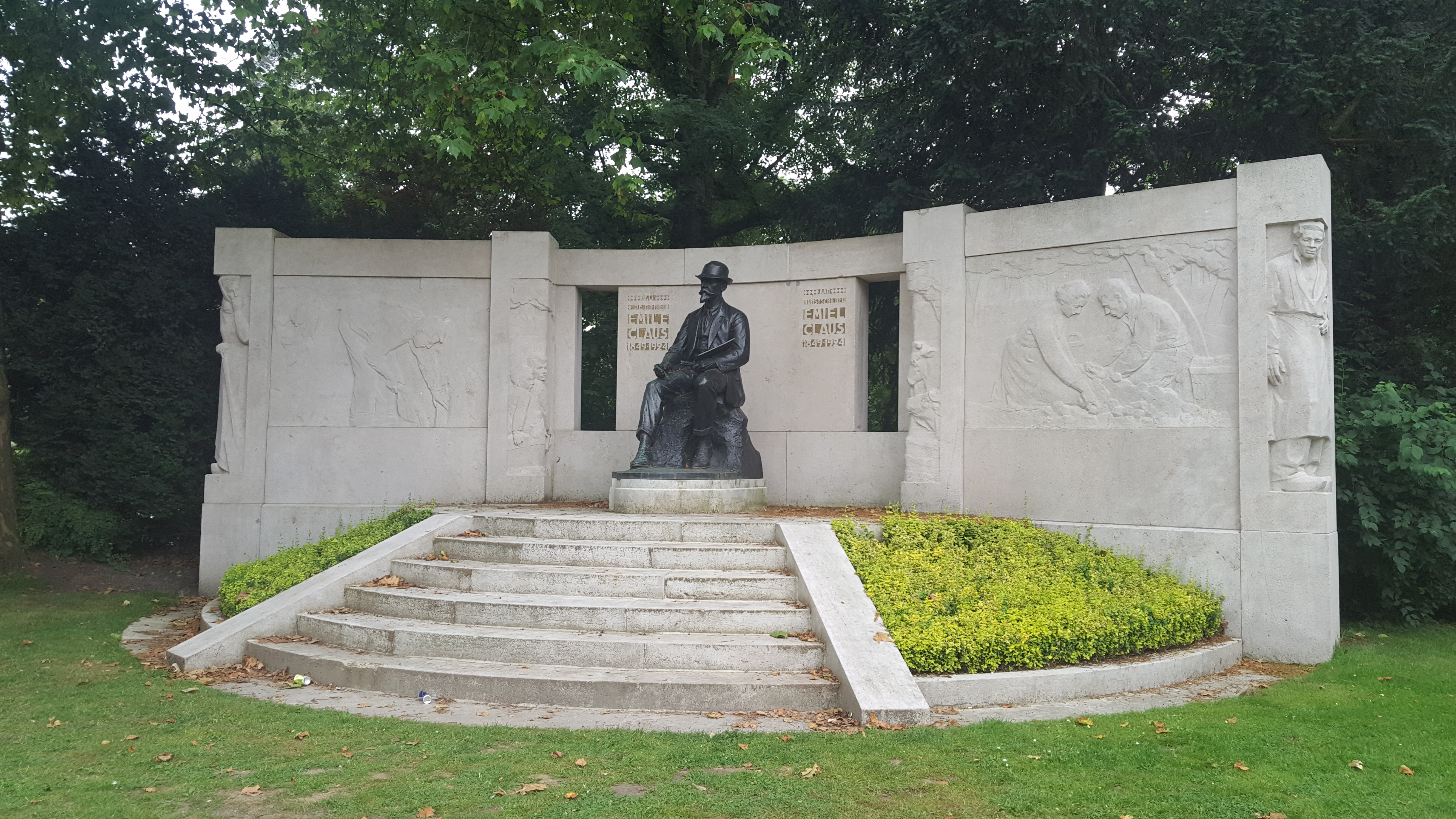
Monument à Émile Claus (1926), Gand, Citadelpark.
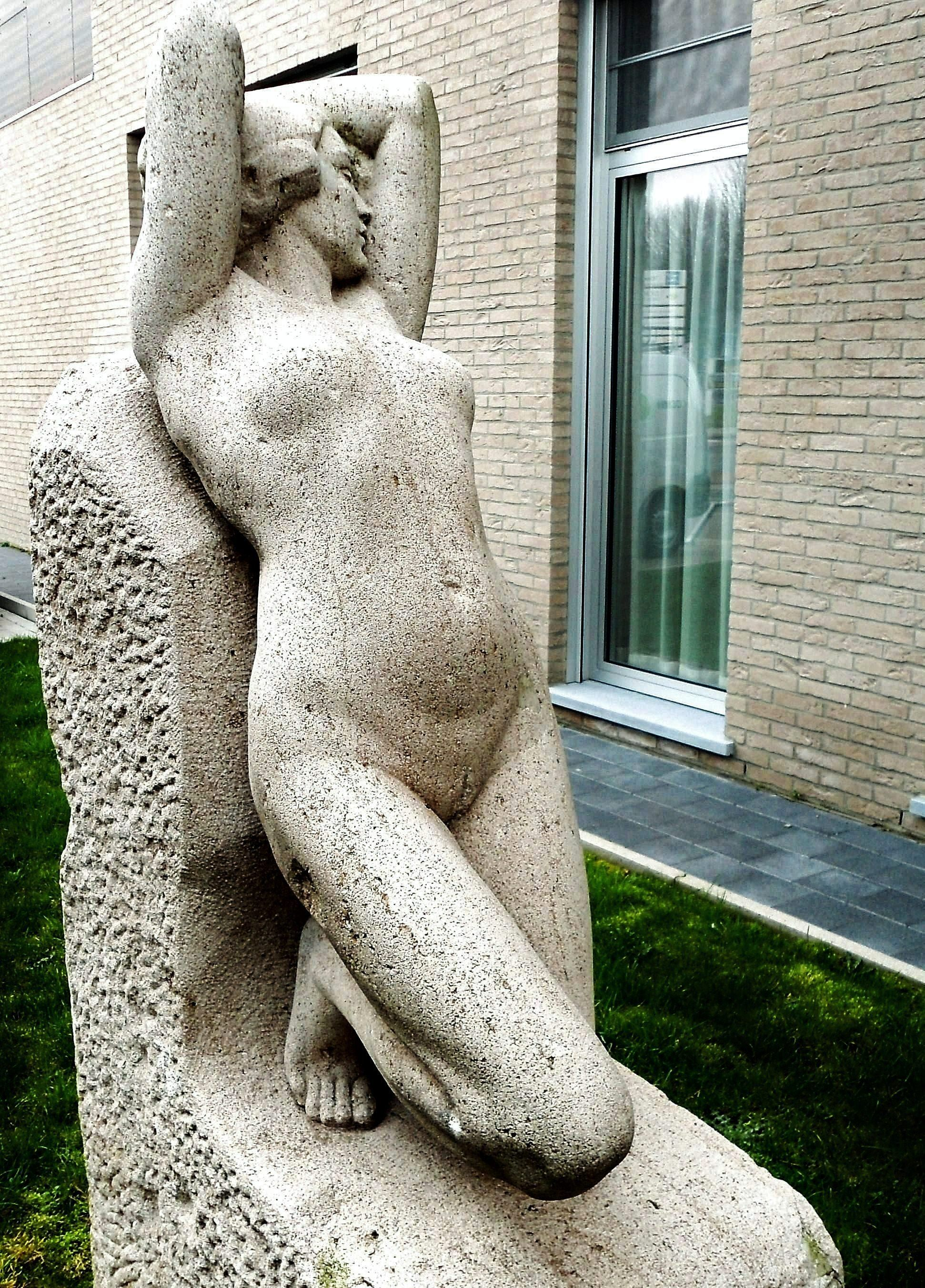
La Douleur, Menin, jardin de l'OCMW.